# Plongées
Plongées est un recueil de nouvelles de François Mauriac publié en 1938.

## Contenu
- Thérèse chez le docteur, parue pour la première fois le 12 janvier 1933 dans la revue Candide.
- Thérèse à l'hôtel
- Le Rang, parue pour la première fois le 12 mars 1936 dans la revue Candide.
- Insomnie, écrite en 1927 et parue pour la première fois sous le titre La Nuit du bourreau de soi-même en 1929 aux éditions Flammarion, avec des illustrations de Maxime Dethomas.
- Conte de Noël, reprend l'un des personnages du Mystère Frontenac : le jeune Yves Frontenac âgé alors de sept à huit ans se remémore un tendre ami d'enfance profondément perturbé par un « pieu mensonge maternel ».

## Éditions
- Plongées, Paris, Grasset, 1938, 248 pages ; réédition 1946.